# Christina Zurhausen
Christina Zurhausen (Bottrop, 15 augustus 1981) is een Duitse gitarist en componist op het gebied van jazz en nieuwe geïmproviseerde muziek. Kenmerkend voor haar stijl is de mengeling van vrije improvisatie en jazz met de grunge-esthetiek van de jaren negentig.

## Leven en werk
Zurhausen groeide op in Bottrop. Ze nam twee jaar pianoles op haar twaalfde en elektrische gitaarles op haar zeventiende. In haar jeugd luisterde ze intensief naar punk en rockbands zoals Nirvana, The Doors en Rage Against the Machine. Op 20-jarige leeftijd ontdekte Zurhausen de muziek van jazzgitarist John Abercrombie en daarmee de jazz, waarmee ze zich vanaf dat moment intensief bezighield. Sindsdien verwerkt Zurhausen invloeden van rockmuziek, geïmproviseerde muziek en jazz in haar eigen muziek.
Vanaf 2004 studeerde Zurhausen aan het Münchener Gitaarinstituut (MGI) en behaalde haar diploma in 2005. Tussen 2003 en 2006 studeerde ze filosofie en geschiedenis aan de Universität Duisburg-Essen. Daarna studeerde ze van 2007 tot 2009 jazzgitaar aan de Hochschule für Musik und Tanz in Keulen en vervolgens van 2010 tot 2014 aan het Institut für Musik der Hochschule Osnabrück (IfM) aan de Hochschule für Musik Osnabrück, waar ze afstudeerde met een Bachelor of Arts graad bij Frank Wingold, Joachim Schönecker en Philipp van Endert. Ze volgde ook masterclasses en workshops bij Philip Catherine, Lionel Loueke, Christian McBride, David Liebman en Kurt Rosenwinkel. Van 2014 tot 2018 nam ze deel aan de Peter Herbolzheimer European Masterclass Big Band, onder leiding van John Ruocco en Erik van Lier.
Zurhausen speelt in haar band Ausfahrt met Yaroslav Likhachev, Torben Schug en Ramon Keck en is hier bandleider en componist. Ze speelt ook in Dialectical Flow met Ramon Keck, haar Christina Zurhausen Trio, Endgegner met Johannes Still, Dario Schattel en Ramon Keck, By the way met Emese Mühl en Frank Wunsch en Who Let the Cat Out en brengt met hen albums uit. In maart 2023 verscheen haar soloalbum See You In The Trees op Unit Records.
Sinds 2015 is Zurhausen docent gitaar, bands en workshops aan de Offene Jazz Haus Schule in Keulen.

## Publicaties
- 2018: Ausfahrt - Vergessene Möglichkeiten, Fattoria Musica Records (Christina Zurhausen - gitaar, Henning Vetter - saxofoon, Torben Schug - bas, Ramon Keck - drums).
- 2021: Exit - The End of the World, Unit Records (Christina Zurhausen - gitaar, Yaroslav Likhachev - saxofoon, Torben Schug - bas, Ramon Keck - drums)[6]
- 2022: By the Way - Time for Blue, Mons Records (Frank Wunsch - piano/compositie, Emese Muehl - zang, Christina Zurhausen - gitaar/compositie).
- 2023: See You in the Trees, Unit Records

betrokken bij
- 2022: Breeze - Breeze
- 2022: Endgegner - Endgegner gaat Indie
- 2021: Endgegner - ... plays PC (EP)
- 2021: Eindbaas - Lokale multiplayer
- 2019: Boss Man - B and Up